# Sambe jezik
Sambe jezik (ISO 639-3: xab), gotovo izumrli nigersko-kongoanski jezik kojim još govori svega šest ljudi (Blench 2003) u selu Sambe u nigerisjkoj državi Kaduna, koje se nalazi oko deset kilometara zapadno od grada Agamati. 
Ovaj jezik priznat je tek 2007. godine i klasificiran u benue-kongoanske jezike, kao jedini predstavnik uže skupine platoid.